# Резолюция 251 на Съвета за сигурност на ООН
Резолюция 251 на Съвета за сигурност на ООН е приета единодушно на 2 май 1968 г. по повод ситуацията в Близкия Изток.
Резолюция 251 изразява дълбокото съжаление на Съвета за сигурност по повод проведения от Израел военен парад в Йерусалим на 2 май 1968 г., което представлява грубо пренебрежение спрямо общата воля на Съвета, изразена в Резолюция 250 от 27 април 1968 г.